# 恵美須町駅
恵美須町駅（えびすちょうえき）は、大阪府大阪市浪速区にある大阪市高速電気軌道（Osaka Metro）の駅・阪堺電気軌道の停留場。

## 利用可能な鉄道路線
- 大阪市高速電気軌道（Osaka Metro）
  - 堺筋線 - 駅番号はK18
- 阪堺電気軌道
  - 阪堺線 - 駅番号はHN51

## 歴史
- 1911年（明治44年）12月1日：阪堺電気軌道の駅として開業。
- 1915年（大正4年）6月21日：南海鉄道との合併により、同鉄道の駅となる。
- 1944年（昭和19年）6月1日：会社合併により近畿日本鉄道の駅となる。
- 1947年（昭和22年）6月1日：路線譲渡により南海電気鉄道の駅となる。
- 1969年（昭和44年）12月6日：大阪市営地下鉄堺筋線の恵美須町駅開業。
- 1980年（昭和55年）12月1日：路線譲渡により阪堺線の駅は阪堺電気軌道の駅となる[1]。
- 2018年（平成30年）4月1日：大阪市交通局の民営化により、堺筋線の駅は大阪市高速電気軌道（Osaka Metro）の駅となる。
- 2020年（令和2年）2月1日：阪堺線のホームを100メートル南へ移設し、副駅名「通天閣前」を設定する。
- 2023年（令和5年）2月26日：堺筋線ホームで可動式ホーム柵の使用を開始[2]。

## 大阪市高速電気軌道（Osaka Metro）
島式ホーム1面2線の地下駅。改札口は南北1ヶ所ずつ。でんでんタウンへは北改札（日本橋駅寄り・8号車付近）、阪堺線乗り換えや通天閣・天王寺動物園新世界ゲートへは南改札（動物園前駅寄り・1号車付近）の方が便利である。日本橋駅寄りのホームにはホーム階と北改札階を結ぶエレベーターがある。また、北改札階と地上階を結ぶエレベーター（1-B号出入口）もある。動物園前駅寄りのホームには南改札階へのエスカレーターがあり、南改札階と地上階を結ぶエレベータ（3号出入口）がある。
柱に設置されている駅名サインは「恵美須町（日本橋筋）」となっている。出入口と軌道壁面設置の駅名サインは（日本橋筋）の表示はない。
車内放送においては阪堺線への乗り換え案内は天下茶屋行き列車のみで行われている。
当駅は、堺筋本町管区駅に所属しており、長堀橋駅の被管理駅である。
トイレは各改札内にある。

### のりば

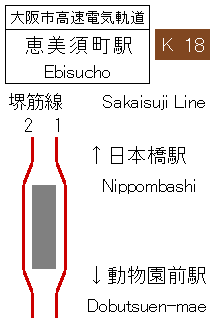
配線図

| 番線 | 路線   | 行先                               |
| ---- | ------ | ---------------------------------- |
| 1    | 堺筋線 | 動物園前・天下茶屋方面             |
| 2    | 堺筋線 | 天神橋筋六丁目・北千里・高槻市方面 |

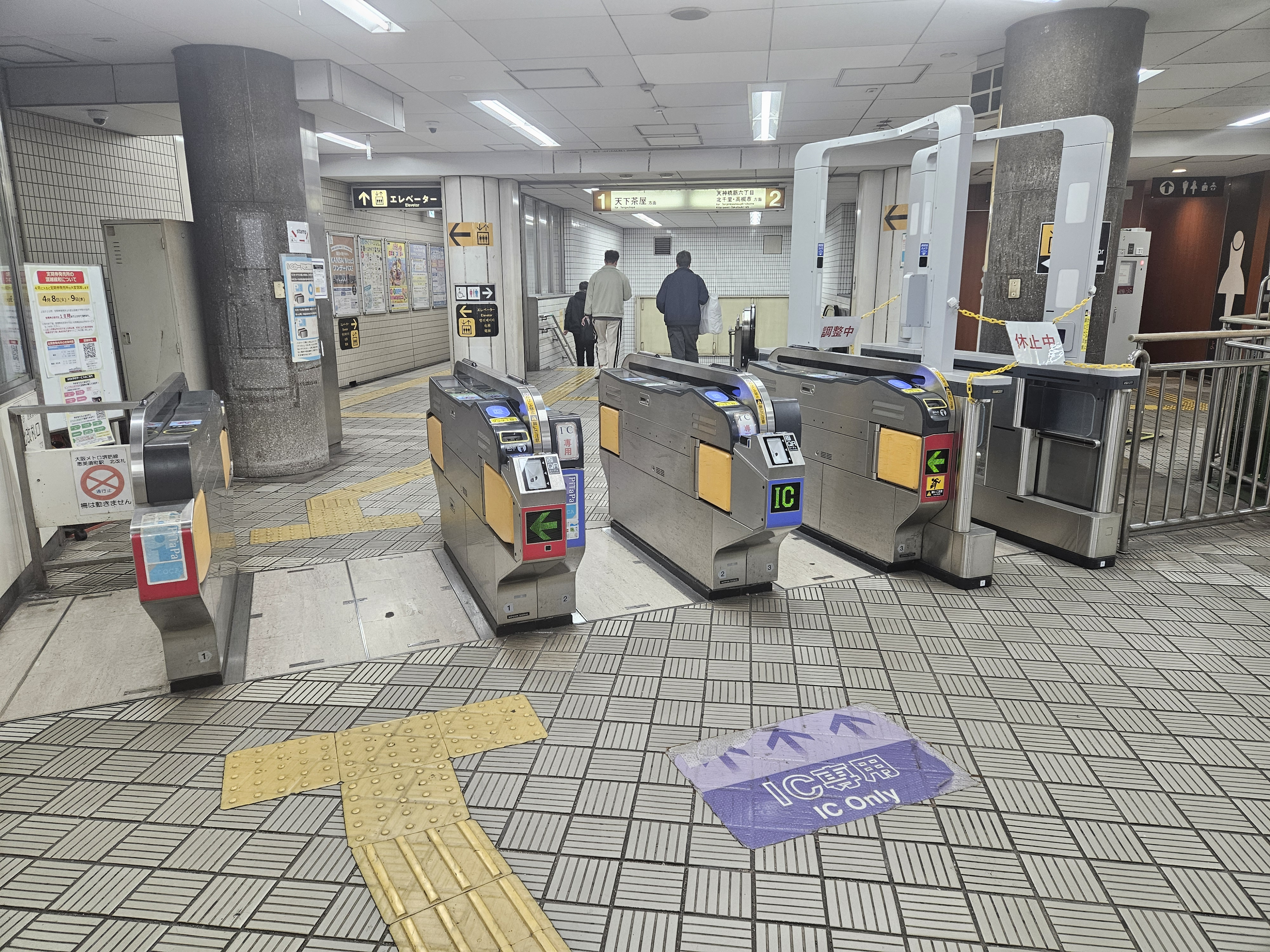
北改札（2025年3月）
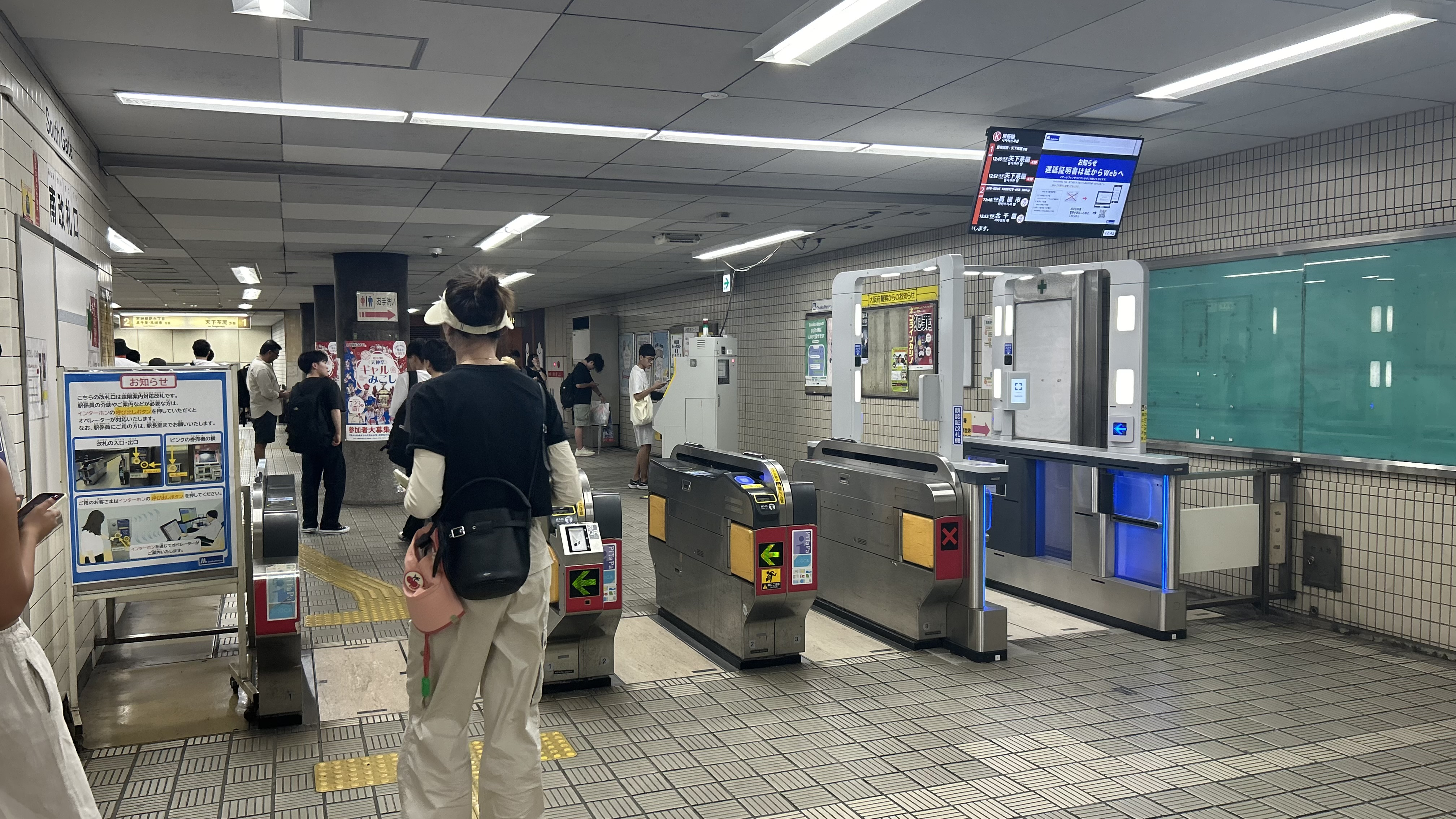
南改札
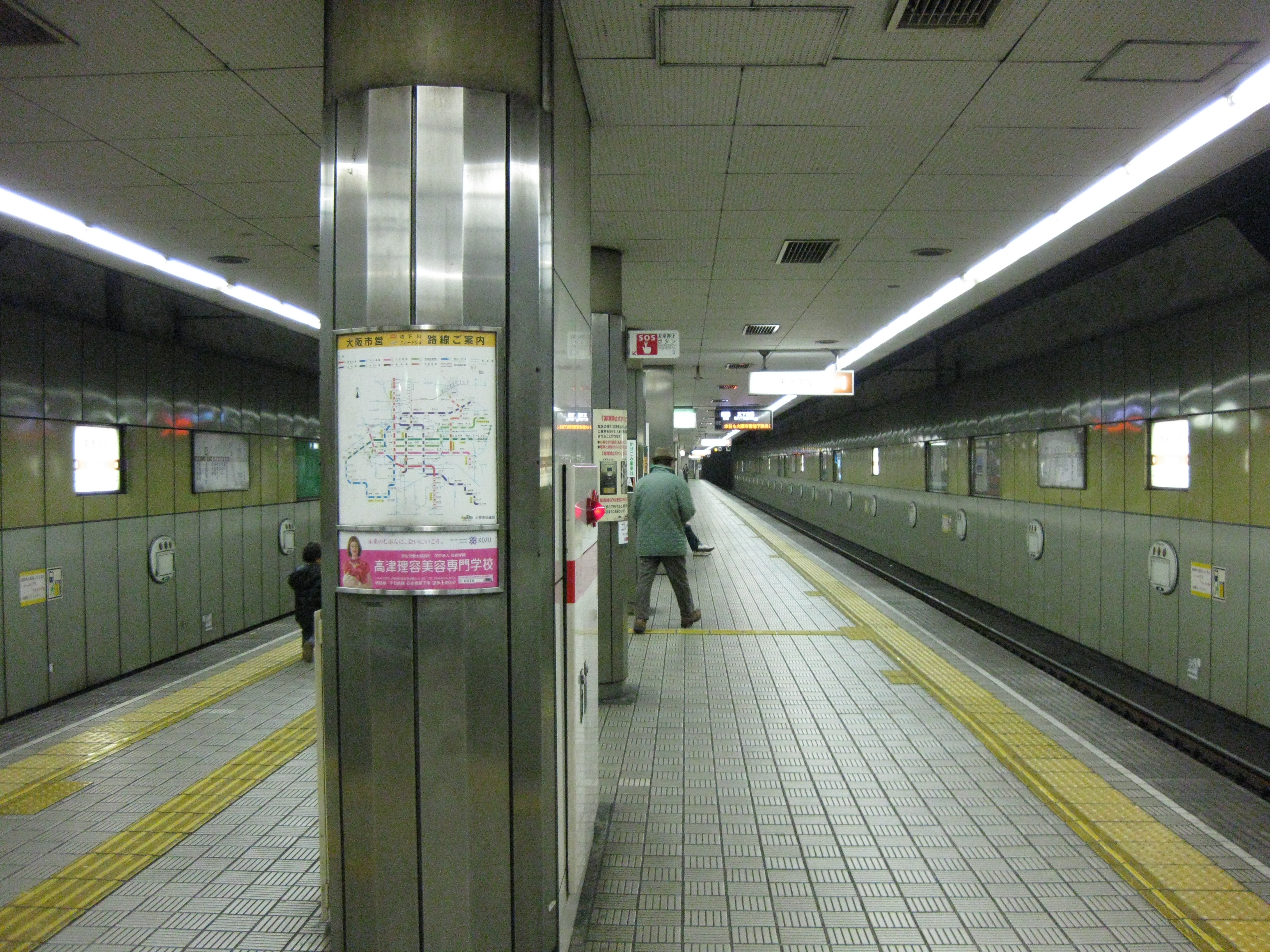
プラットホーム（2013年1月、ホーム柵設置前）
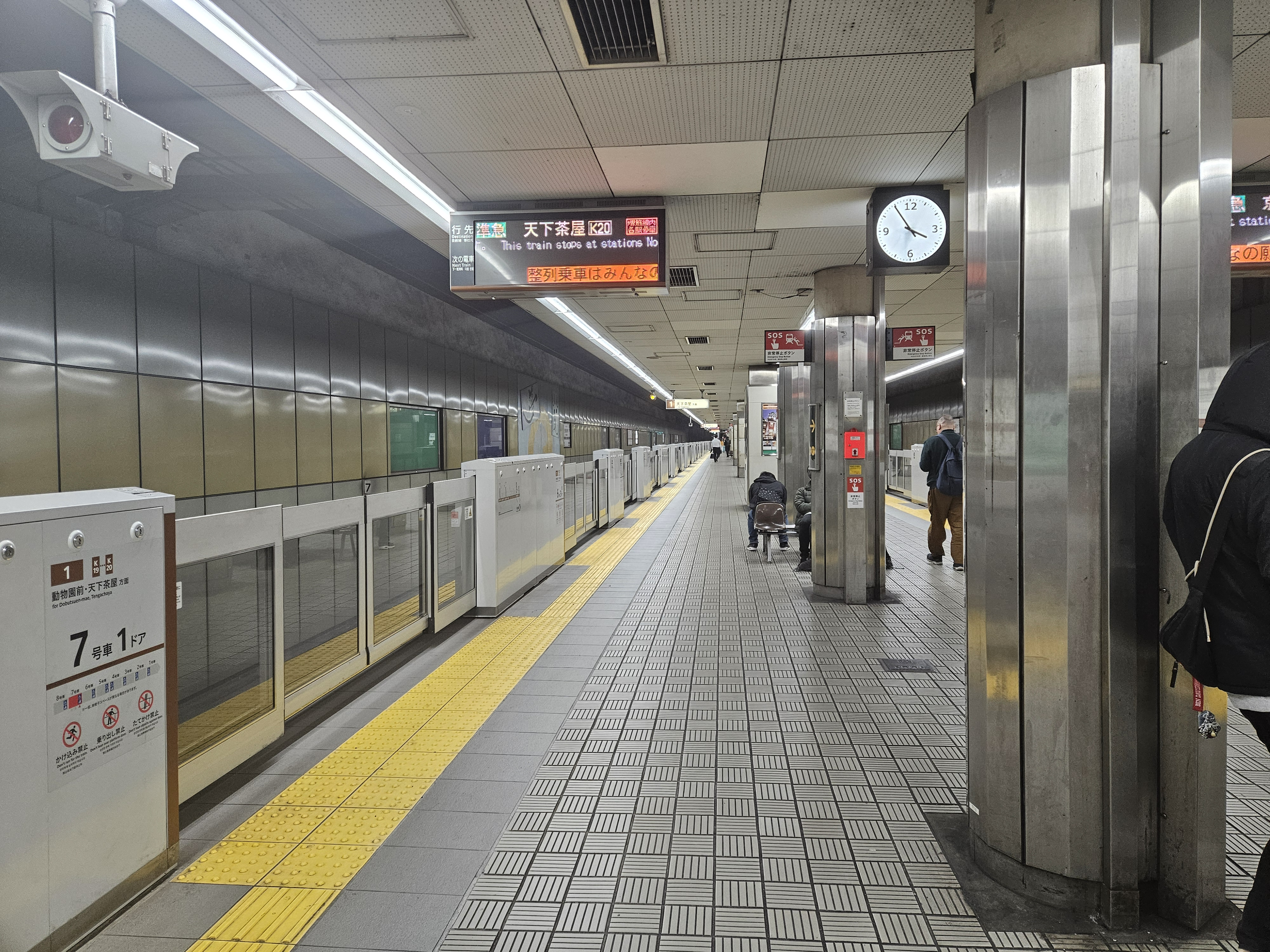
プラットホーム（2025年3月、ホーム柵設置後）

### 出口
| 出口番号 | 出口周辺                               | 接続改札 | 備考             |
| -------- | -------------------------------------- | -------- | ---------------- |
| 1A       |                                        | 北改札   |                  |
| 1B       | 恵美須町MTビル・浪速区保健福祉センター | 北改札   | エレベーターあり |
| 2        | 浪速警察署                             | 南改札   |                  |
| 3        | 新世界・通天閣・市立天王寺動物園       | 南改札   | エレベーターあり |
| 4        | 阪堺電車                               | 南改札   |                  |
| 5        | 今宮戎神社                             | 南改札   |                  |

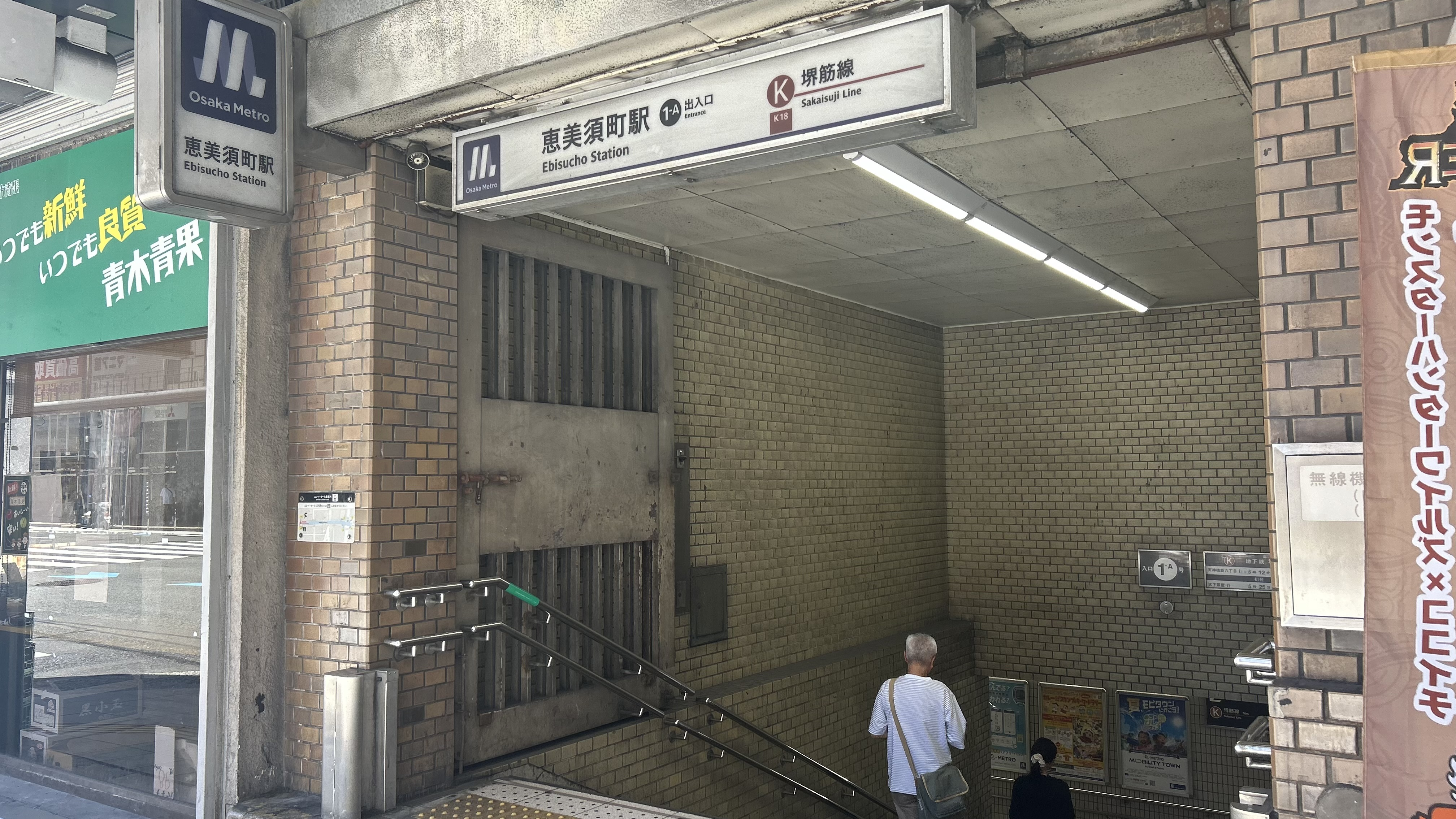
1A出入口
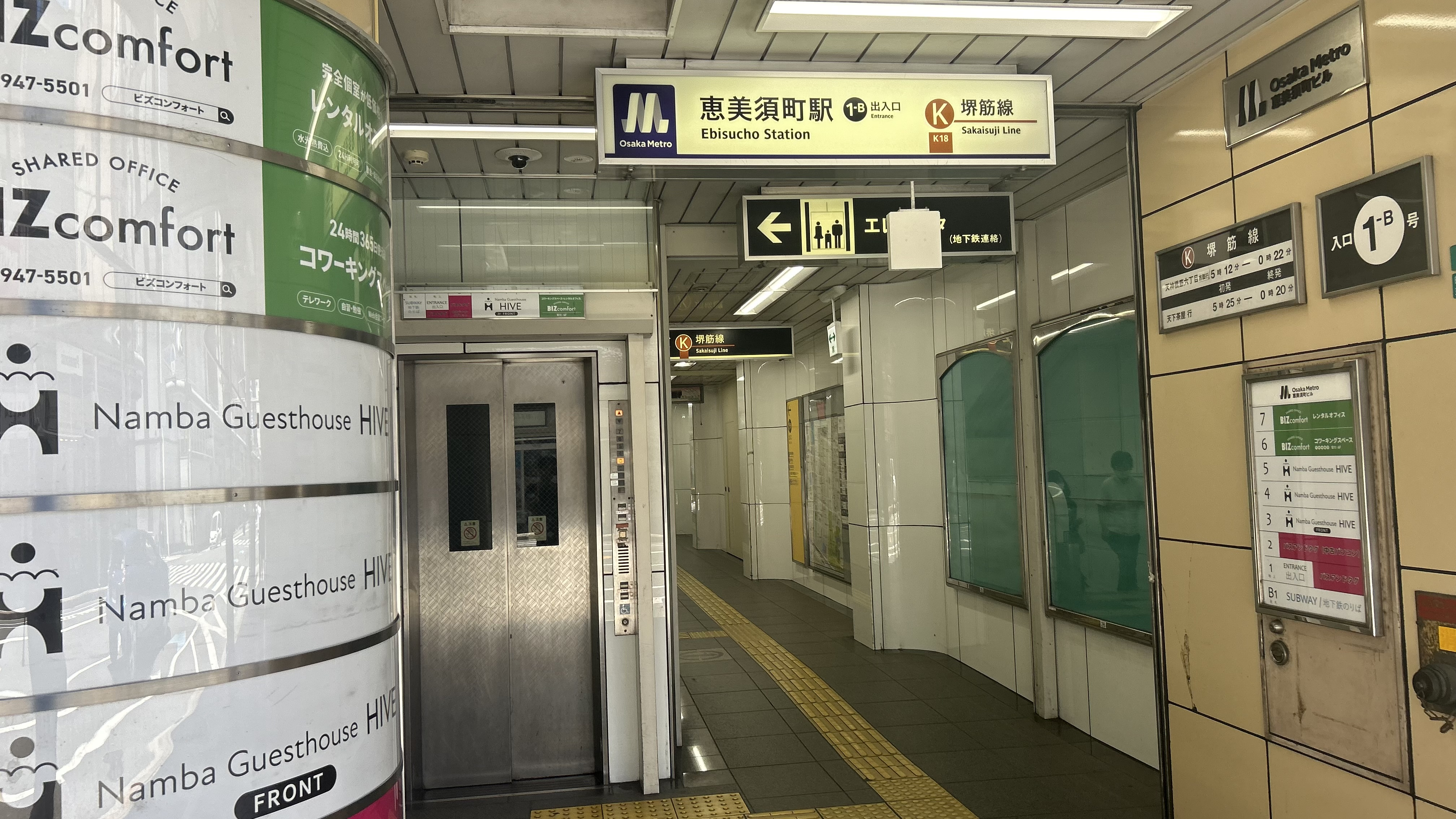
1B出入口
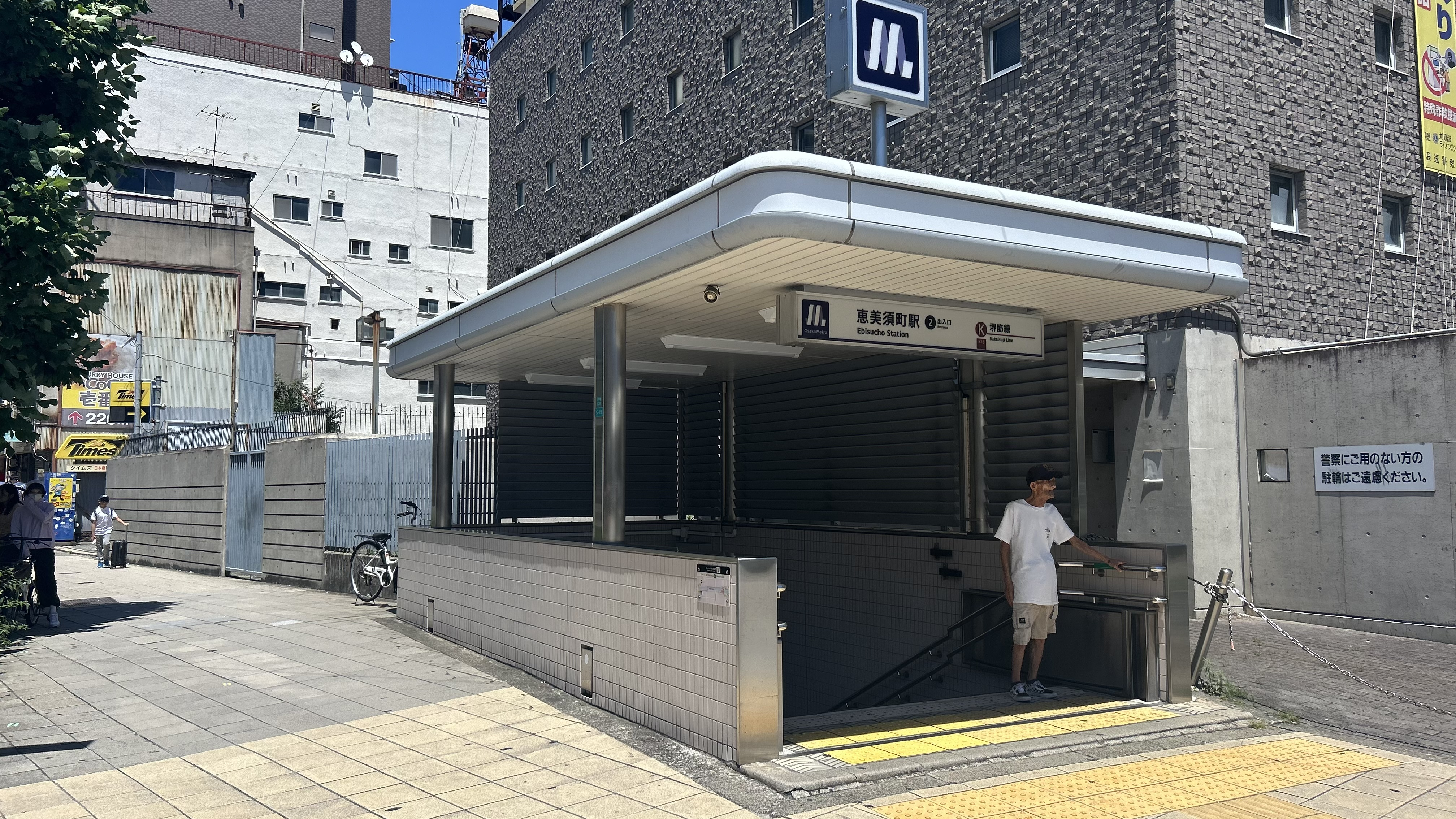
2号出入口
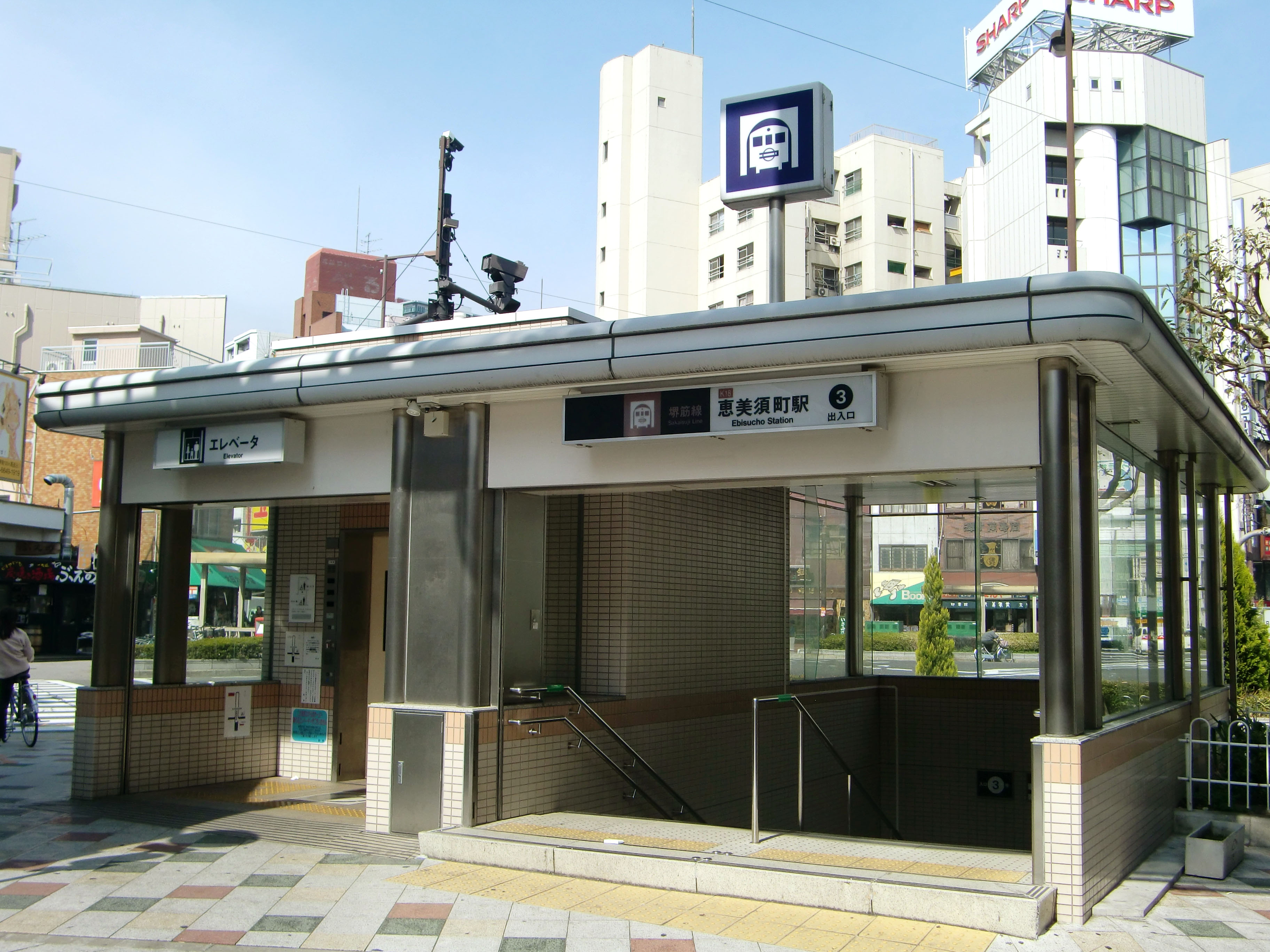
交通局時代の3号出入口（2010年2月）
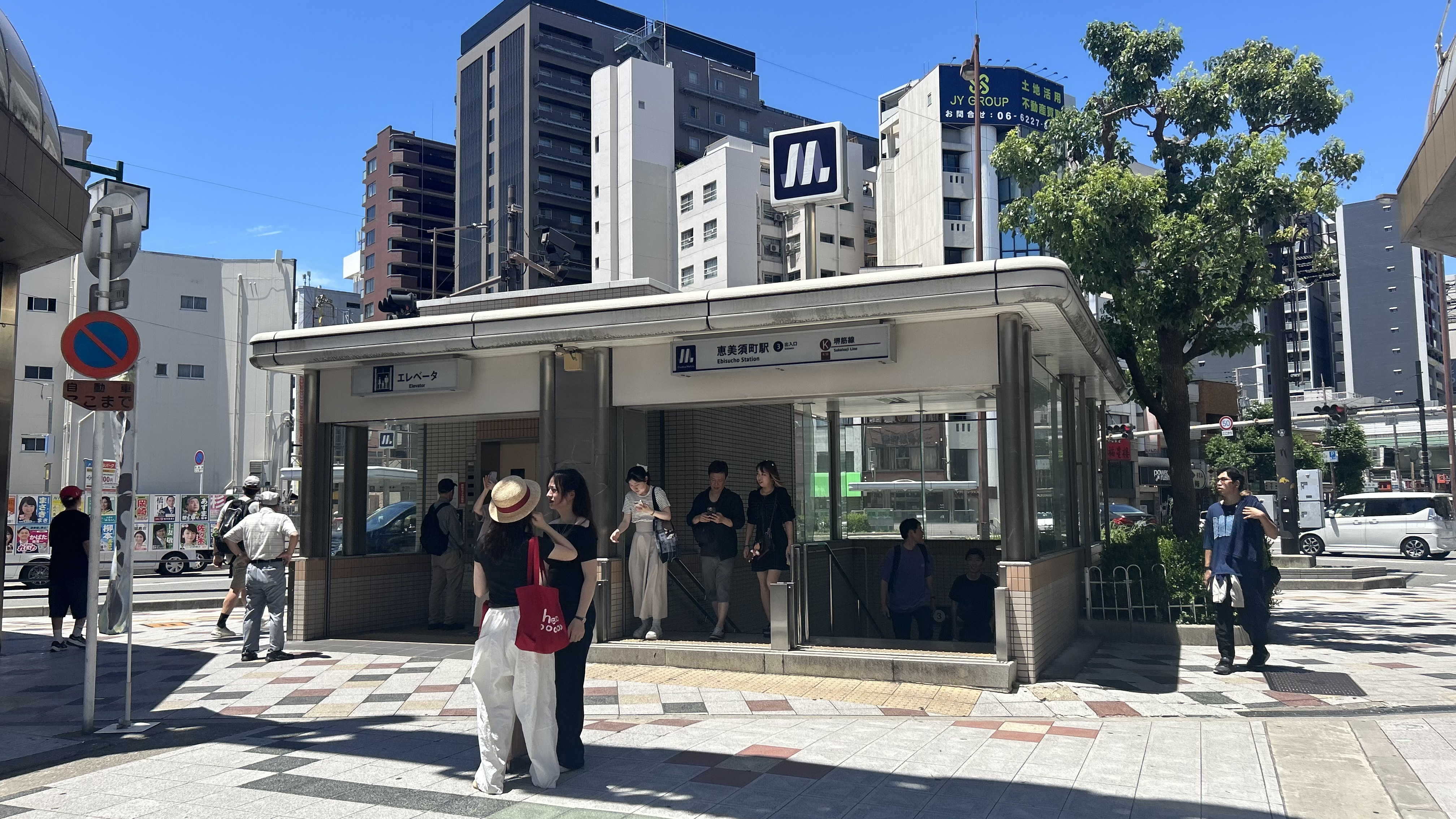
3号出入口
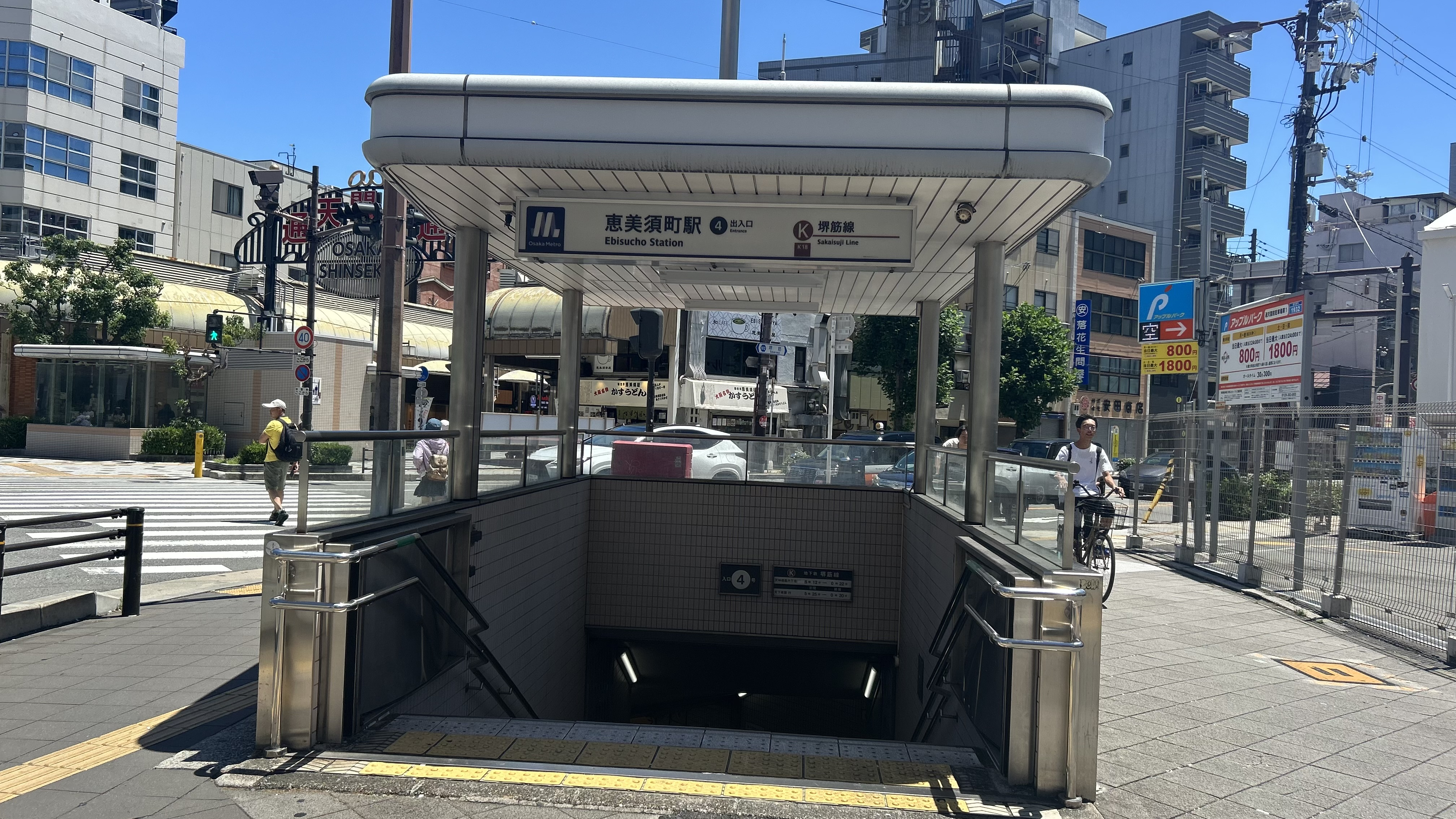
4号出入口
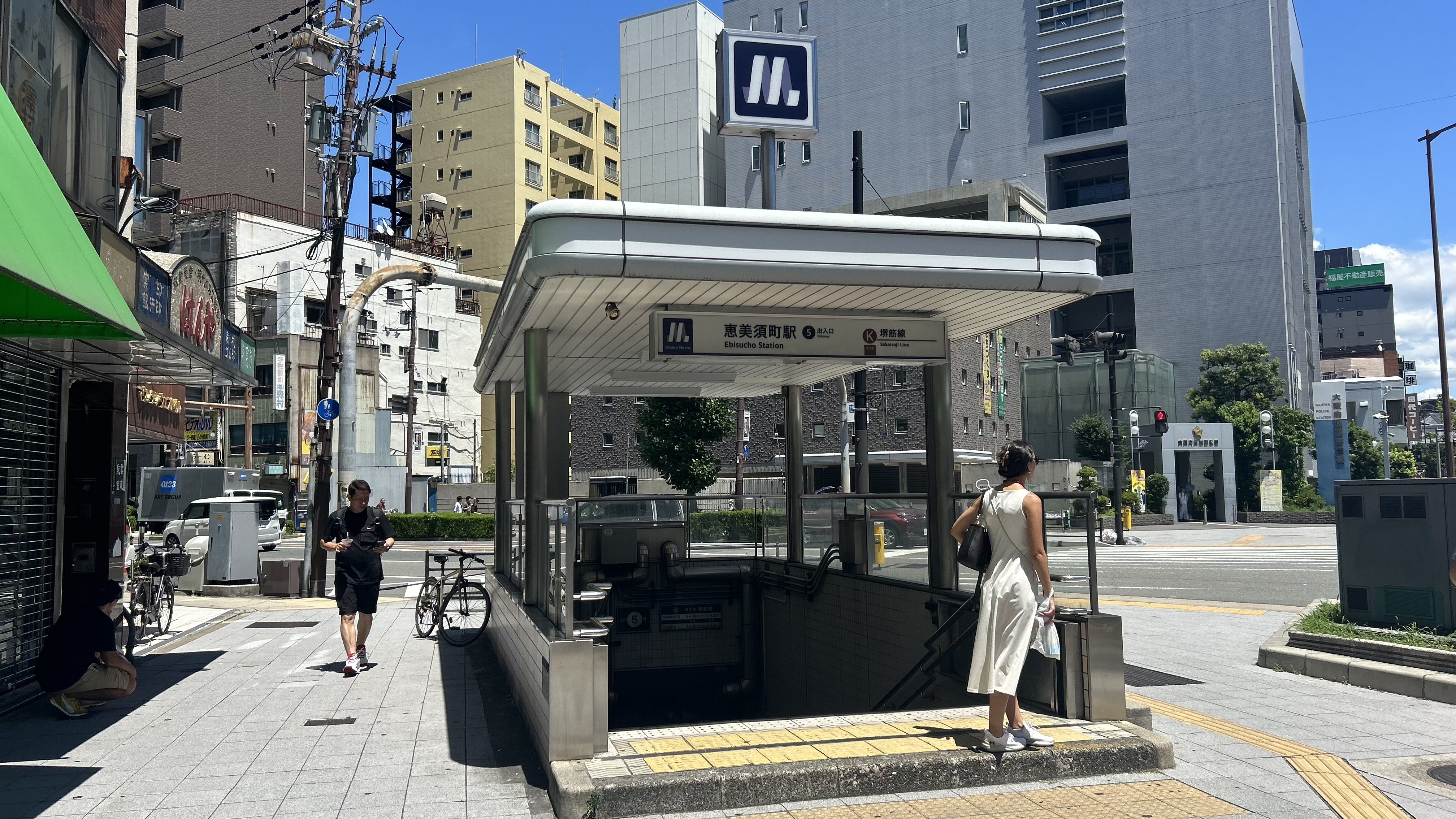
5号出入口

## 阪堺電気軌道
単式ホーム1面1線の地上駅。バリアフリーに対応している。ホームの長さは2両分あり、最大2列車まで入ることができる。
2020年1月31日までは櫛形ホーム3面2線を有しており、かつては券売機と改札口を備えていた（臨時改札口が2番線降車ホームに残されていた）ほか、1番線乗車ホームの裏手にもう一本線路があり、1980年に廃止された平野線の発着線となっていた。また、駅南方に5両程を収容できる留置線もあった。2019年8月ごろに2番線の使用が中止され、同年9月には2番線に進入する分岐器が撤去され列車の発着も不可能になっていた。これらはほぼ撤去され、跡地にインドアテニススクールが開業する。
2020年2月1日始発より、ホームが100 m南に移設され、同時に副駅名「通天閣前」の使用が開始された。

### のりば
| 番線       | 路線    | 行先                         |
| ---------- | ------- | ---------------------------- |
| (番号なし) | ■阪堺線 | 住吉・我孫子道・浜寺駅前方面 |

- のりば番号は設定されていない。

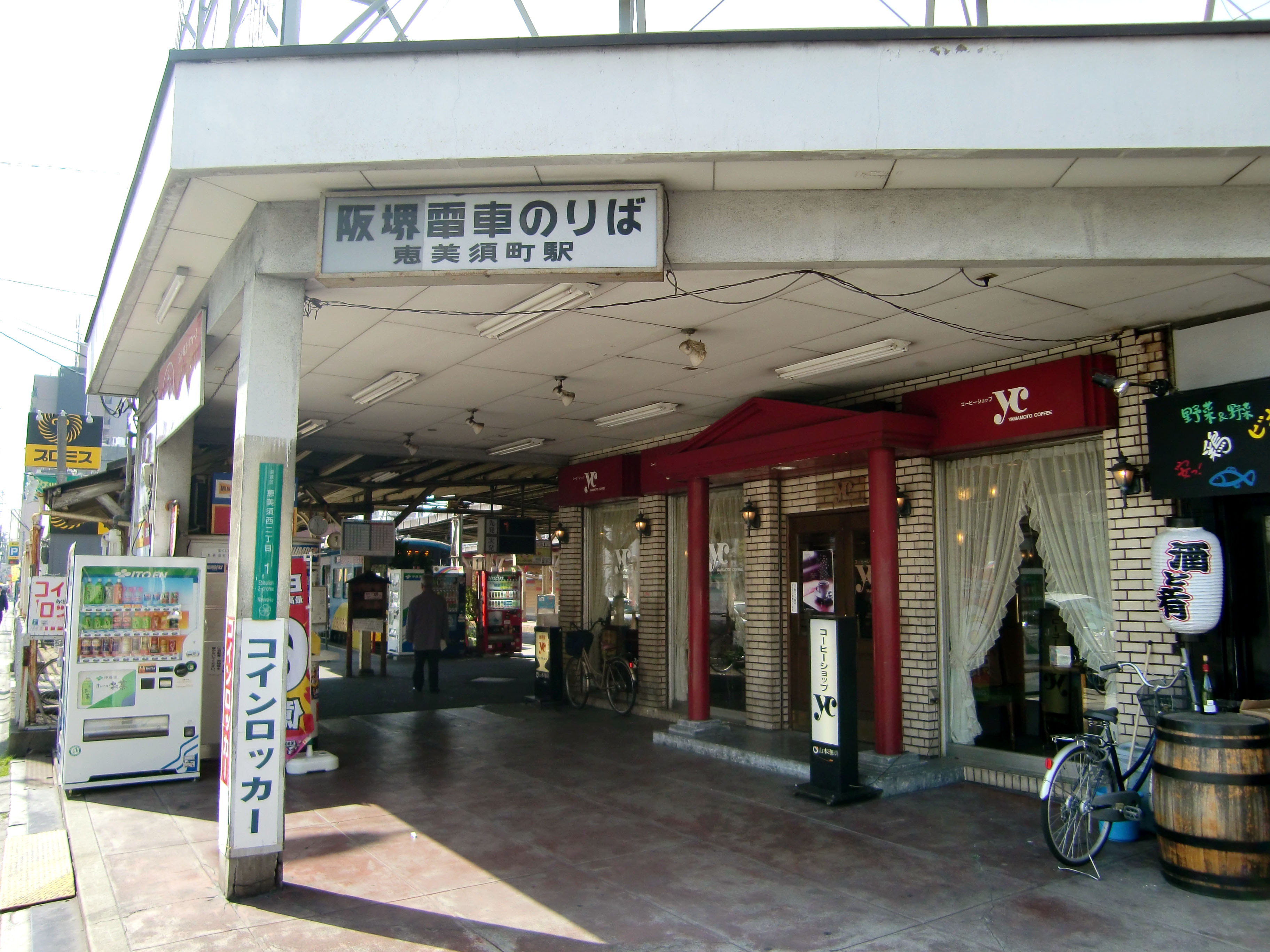
旧駅舎出入口
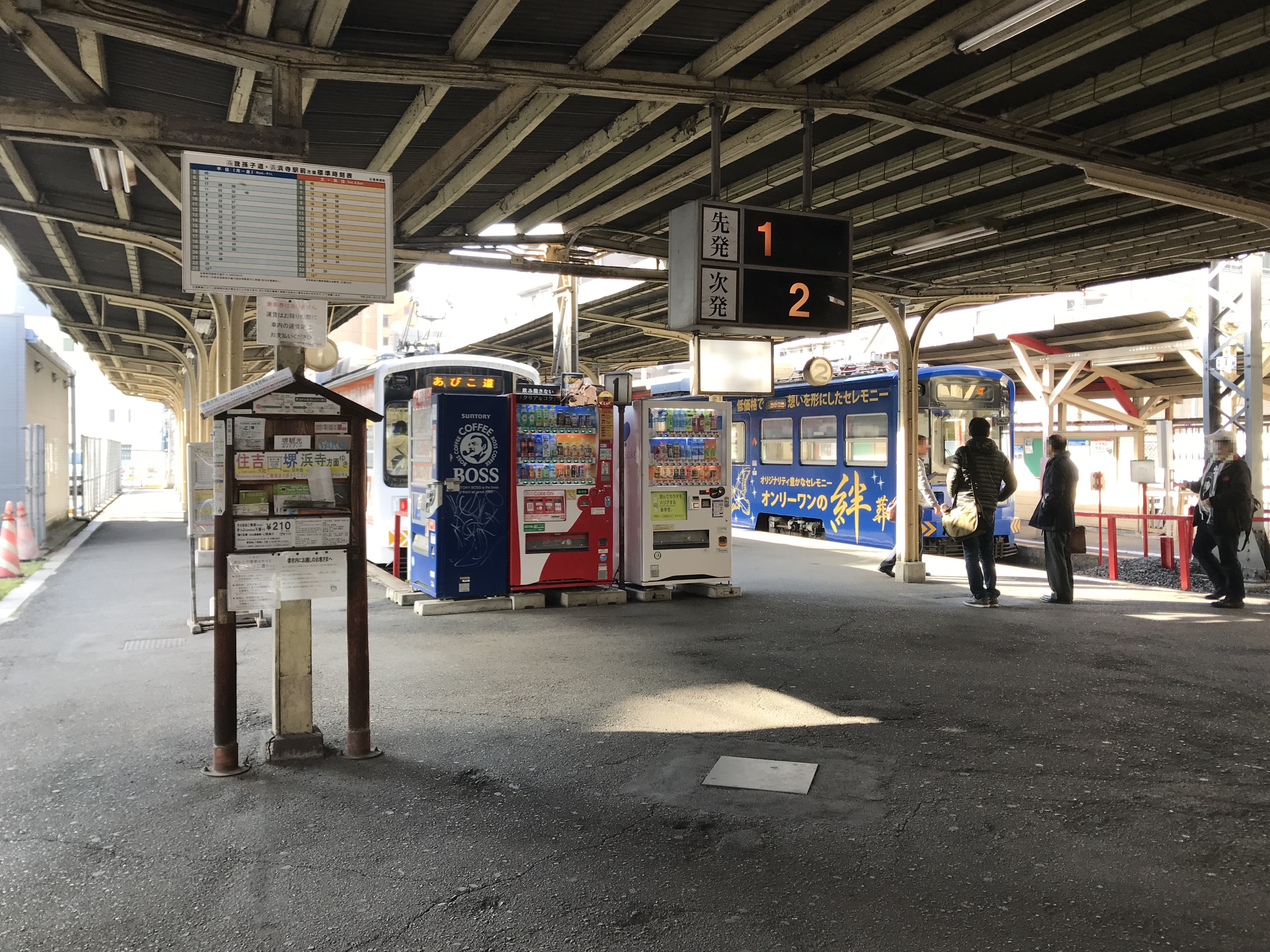
旧駅舎構内
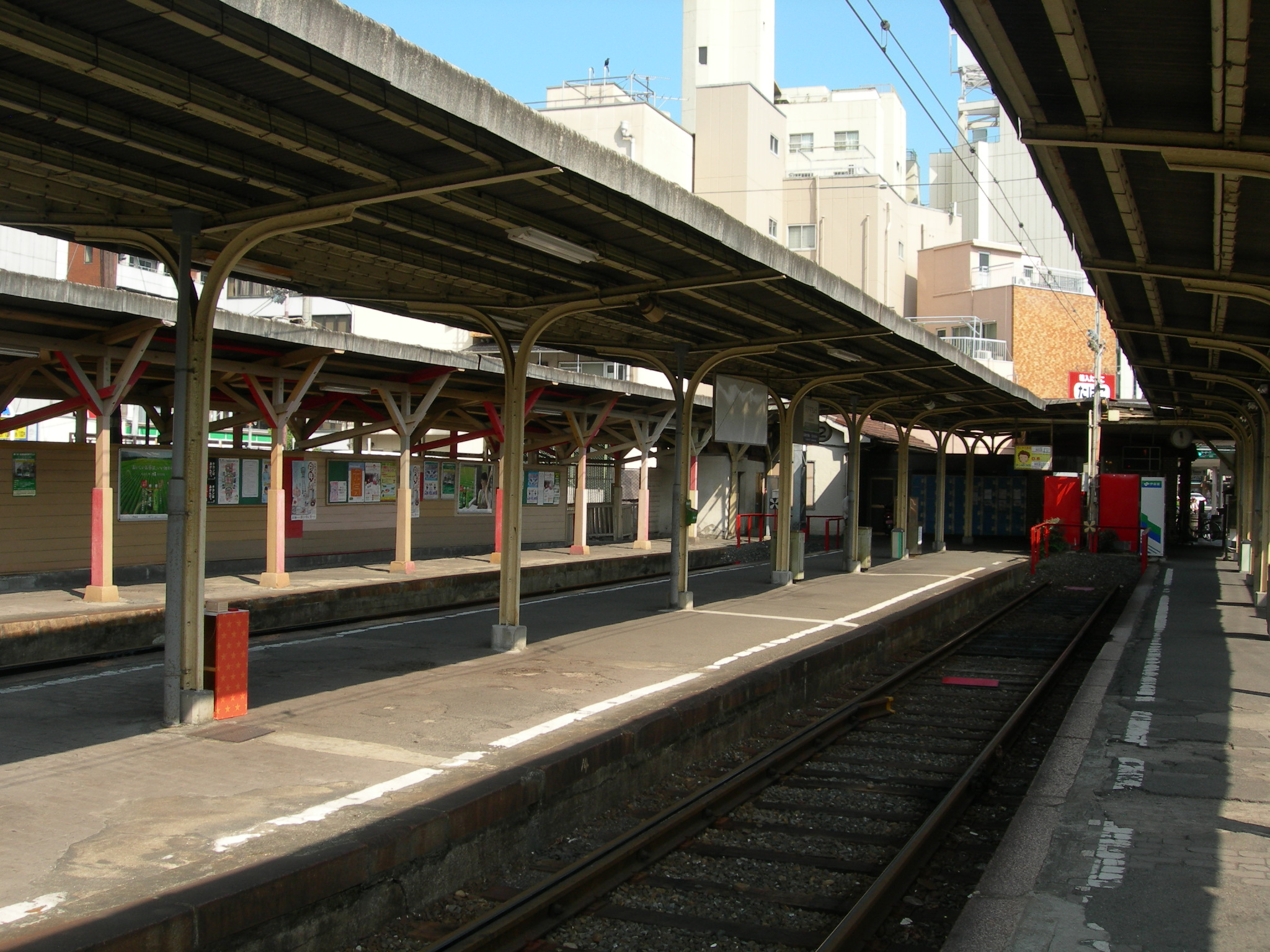
旧駅舎プラットホーム（車止め方向）
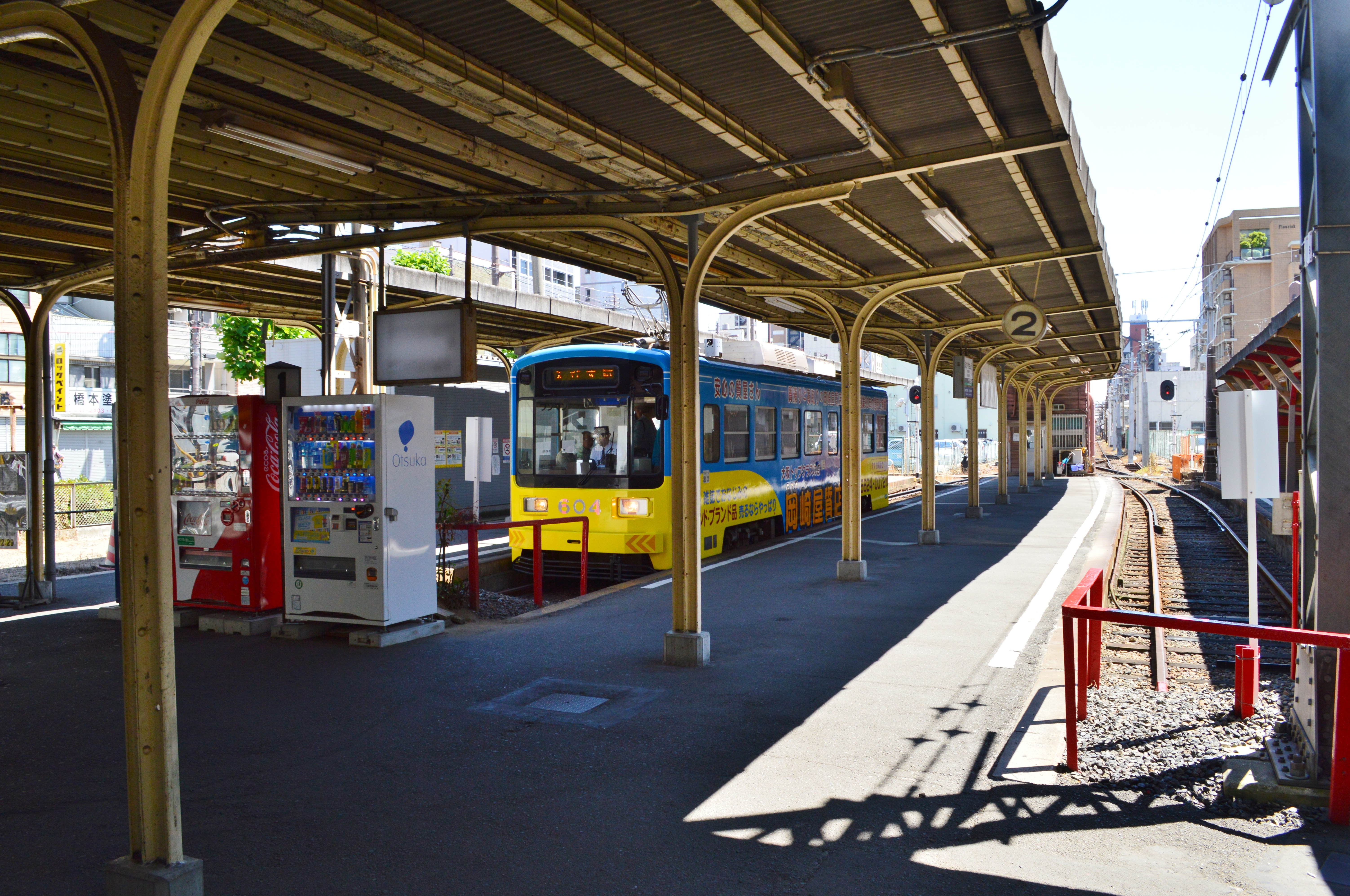
旧駅舎プラットホーム（浜寺駅前停留場方向）

## 利用状況

### 大阪市高速電気軌道（Osaka Metro）
2024年11月12日の1日乗降人員は27,510人（乗車人員：13,799人、降車人員：13,711人）であり、堺筋線の駅では全10駅中9位、他地下鉄路線と接続しない単独駅では第3位。
各年度の特定日利用状況は下表の通り。なお1969・1995年度の記録については、それぞれ1970・1996年に行われた調査である（会計年度上、表中に記載の年度となる）。
| 年度               | 調査日   | 乗車人員 | 降車人員 | 乗降人員 | 出典          | 出典          |
| 年度               | 調査日   | 乗車人員 | 降車人員 | 乗降人員 | メトロ        | 大阪府        |
| ------------------ | -------- | -------- | -------- | -------- | ------------- | ------------- |
| 1969年（昭和44年） | 01月27日 | 6,956    | 4,162    | 11,118   |               | [ 大阪府 1 ]  |
| 1970年（昭和45年） | 11月06日 | 10,985   | 12,538   | 23,523   |               | [ 大阪府 2 ]  |
| 1972年（昭和47年） | 11月14日 | 11,538   | 11,848   | 23,386   |               | [ 大阪府 3 ]  |
| 1975年（昭和50年） | 11月07日 | 11,792   | 12,967   | 24,759   |               | [ 大阪府 4 ]  |
| 1977年（昭和52年） | 11月18日 | 11,440   | 12,400   | 23,840   |               | [ 大阪府 5 ]  |
| 1981年（昭和56年） | 11月10日 | 11,063   | 12,047   | 23,110   |               | [ 大阪府 6 ]  |
| 1985年（昭和60年） | 11月12日 | 10,594   | 11,715   | 22,309   |               | [ 大阪府 7 ]  |
| 1987年（昭和62年） | 11月10日 | 11,900   | 13,133   | 25,033   |               | [ 大阪府 8 ]  |
| 1990年（平成02年） | 11月06日 | 13,019   | 13,366   | 26,385   |               | [ 大阪府 9 ]  |
| 1995年（平成07年） | 02月15日 | 13,435   | 13,228   | 26,663   |               | [ 大阪府 10 ] |
| 1998年（平成10年） | 11月10日 | 11,988   | 12,323   | 24,311   |               | [ 大阪府 11 ] |
| 2007年（平成19年） | 11月13日 | 9,867    | 10,436   | 20,303   |               | [ 大阪府 12 ] |
| 2008年（平成20年） | 11月11日 | 9,837    | 10,209   | 20,046   |               | [ 大阪府 13 ] |
| 2009年（平成21年） | 11月10日 | 9,956    | 10,087   | 20,043   |               | [ 大阪府 14 ] |
| 2010年（平成22年） | 11月09日 | 9,226    | 9,543    | 18,769   |               | [ 大阪府 15 ] |
| 2011年（平成23年） | 11月08日 | 9,264    | 9,467    | 18,731   |               | [ 大阪府 16 ] |
| 2012年（平成24年） | 11月13日 | 9,480    | 9,584    | 19,064   |               | [ 大阪府 17 ] |
| 2013年（平成25年） | 11月19日 | 9,406    | 9,613    | 19,019   | [ メトロ 1 ]  | [ 大阪府 18 ] |
| 2014年（平成26年） | 11月11日 | 9,325    | 9,619    | 18,944   | [ メトロ 2 ]  | [ 大阪府 19 ] |
| 2015年（平成27年） | 11月17日 | 9,960    | 9,913    | 19,873   | [ メトロ 3 ]  | [ 大阪府 20 ] |
| 2016年（平成28年） | 11月08日 | 9,831    | 9,913    | 19,744   | [ メトロ 4 ]  | [ 大阪府 21 ] |
| 2017年（平成29年） | 11月14日 | 10,477   | 10,402   | 20,879   | [ メトロ 5 ]  | [ 大阪府 22 ] |
| 2018年（平成30年） | 11月13日 | 10,246   | 10,402   | 20,648   | [ メトロ 6 ]  | [ 大阪府 23 ] |
| 2019年（令和元年） | 11月12日 | 10,812   | 10,684   | 21,496   | [ メトロ 7 ]  | [ 大阪府 24 ] |
| 2020年（令和02年） | 11月10日 | 7,719    | 7,703    | 15,422   | [ メトロ 8 ]  | [ 大阪府 25 ] |
| 2021年（令和03年） | 11月16日 | 7,787    | 7,923    | 15,710   | [ メトロ 9 ]  | [ 大阪府 26 ] |
| 2022年（令和04年） | 11月15日 | 9,601    | 9,319    | 18,920   | [ メトロ 10 ] | [ 大阪府 27 ] |
| 2023年（令和05年） | 11月07日 | 11,827   | 11,578   | 23,405   | [ メトロ 11 ] | [ 大阪府 28 ] |
| 2024年（令和06年） | 11月12日 | 13,799   | 13,711   | 27,510   | [ メトロ 12 ] |               |

### 阪堺電気軌道
2023年度の特定日の1日乗降人員は405人（乗車人員：222人、降車人員：183人）である。
近年の特定の1日における利用状況は下表の通り。
| 年度               | 乗車人員 | 降車人員 | 乗降人員 | 出典          |
| ------------------ | -------- | -------- | -------- | ------------- |
| 2011年（平成23年） | 544      | 483      | 1,027    | [ 大阪府 17 ] |
| 2013年（平成25年） | 523      | 465      | 988      | [ 大阪府 18 ] |
| 2015年（平成27年） | 423      | 322      | 745      | [ 大阪府 20 ] |
| 2017年（平成29年） | 347      | 320      | 667      | [ 大阪府 22 ] |
| 2018年（平成30年） | 348      | 307      | 655      | [ 大阪府 23 ] |
| 2019年（令和元年） | 319      | 302      | 621      | [ 大阪府 24 ] |
| 2020年（令和02年） | 257      | 220      | 477      | [ 大阪府 25 ] |
| 2021年（令和03年） | 199      | 172      | 371      | [ 大阪府 26 ] |
| 2022年（令和04年） | 239      | 199      | 438      | [ 大阪府 27 ] |
| 2023年（令和05年） | 222      | 183      | 405      | [ 大阪府 28 ] |

## 駅周辺
- 今宮戎神社
- 廣田神社
- 安居神社
- 一心寺
  - 一心寺シアター倶楽
- 泰聖寺
- 木津卸売市場
- でんでんタウン
- 新世界
  - 通天閣
  - ギャラリー再会
- 大阪市天王寺動物園（新世界ゲート）・天王寺公園
- Zepp Namba (OSAKA)
- 大阪市立浪速小学校・日本橋中学校（日本橋小中一貫校）
- 大阪市立木津中学校
- 愛染橋病院
- 大阪府浪速警察署
- 南海高野線 今宮戎駅・なんば駅（南海本線）
- 阪神高速1号環状線
- 阪神高速14号松原線
- 国道25号
- スーパー玉出 恵美須店
- アパホテル〈なんば南 恵美須町駅〉

## 隣の駅
大阪市高速電気軌道（Osaka Metro）
 堺筋線
日本橋駅 (K17) - 恵美須町駅 (K18) - 動物園前駅 (K19)
阪堺電気軌道
■阪堺線
恵美須町停留場 (HN51) - 新今宮駅前停留場 (HN52)
- （）内は路線と駅番号を示す。

### 記事本文

### 利用状況
1. ↑  路線別駅別乗降人員 - 大阪市高速電気軌道
2. 1 2  大阪府統計年鑑 - 大阪府
3. ↑  大阪市統計書 - 大阪市

#### 大阪市高速電気軌道
1. ↑  路線別乗降人員 （2013年11月19日（火）交通調査） (PDF)
2. ↑  路線別乗降人員 （2014年11月11日（火）交通調査） (PDF)
3. ↑  路線別乗降人員 （2015年11月17日（火）交通調査） (PDF)
4. ↑  路線別乗降人員 （2016年11月8日（火）交通調査） (PDF)
5. ↑  路線別乗降人員 （2017年11月14日（火）交通調査） (PDF)
6. ↑  路線別乗降人員 （2018年11月13日（火）交通調査） (PDF)
7. ↑  路線別乗降人員 （2019年11月12日（火）交通調査） (PDF)
8. ↑  路線別乗降人員 （2020年11月10日（火）交通調査） (PDF)
9. ↑  路線別乗降人員 （2021年11月16日（火）交通調査） (PDF)
10. ↑  路線別乗降人員 （2022年11月15日（火）交通調査） (PDF)
11. ↑  路線別乗降人員 （2023年11月7日（火）交通調査） (PDF)
12. ↑  路線別乗降人員 （2024年11月12日（火）交通調査） (PDF)

#### 大阪府統計年鑑
1. ↑  大阪府統計年鑑（昭和45年） (PDF)
2. ↑  大阪府統計年鑑（昭和46年） (PDF)
3. ↑  大阪府統計年鑑（昭和48年） (PDF)
4. ↑  大阪府統計年鑑（昭和51年） (PDF)
5. ↑  大阪府統計年鑑（昭和53年） (PDF)
6. ↑  大阪府統計年鑑（昭和57年） (PDF)
7. ↑  大阪府統計年鑑（昭和61年） (PDF)
8. ↑  大阪府統計年鑑（昭和63年） (PDF)
9. ↑  大阪府統計年鑑（平成3年） (PDF)
10. ↑  大阪府統計年鑑（平成8年） (PDF)
11. ↑  大阪府統計年鑑（平成11年） (PDF)
12. ↑  大阪府統計年鑑（平成20年） (PDF)
13. ↑  大阪府統計年鑑（平成21年） (PDF)
14. ↑  大阪府統計年鑑（平成22年） (PDF)
15. ↑  大阪府統計年鑑（平成23年） (PDF)
16. ↑  大阪府統計年鑑（平成24年） (PDF)
17. 1 2  大阪府統計年鑑（平成25年） (PDF)
18. 1 2  大阪府統計年鑑（平成26年） (PDF)
19. ↑  大阪府統計年鑑（平成27年） (PDF)
20. 1 2  大阪府統計年鑑（平成28年） (PDF)
21. ↑  大阪府統計年鑑（平成29年） (PDF)
22. 1 2  大阪府統計年鑑（平成30年） (PDF)
23. 1 2  大阪府統計年鑑（令和元年） (PDF)
24. 1 2  大阪府統計年鑑（令和2年） (PDF)
25. 1 2  大阪府統計年鑑（令和3年） (PDF)
26. 1 2  大阪府統計年鑑（令和4年） (PDF)
27. 1 2  大阪府統計年鑑（令和5年） (PDF)
28. 1 2  大阪府統計年鑑（令和6年） (PDF)